# Цитоплазматическая мужская стерильность
Цитоплазматическая мужская стерильность (ЦМС, англ. Cytoplasmic male sterility, CMS) — явление полной или частичной стерильности андроцея высших растений, причиной которого является наличие особой мутации в митохондриоме, то есть в геноме митохондрий; фертильность растений восстанавливается полностью или частично при наличии доминантного аллеля ядерного гена-восстановителя фертильности. Впервые описана Маркусом М. Роудсом у кукурузы, описана также у петунии, капусты, подсолнечника и других растений. Для ЦМС характерен так называемый материнский тип наследования.

## Общий механизм ЦМС
Цитоплазматическая мужская стерильность проявляется во взаимодействии ядерного генома с митохондриомом. Митохондрии и пластиды как органеллы, ведущие своё происхождение от эндосимбионтных прокариотических микроорганизмов, имеют свой уникальный геном, и хотя в процессе эволюции эукариотической клетки они потеряли большую часть своей автономности и утратили большинство генов, часть важных белков ещё кодируются под контролем генов митохондрий и пластид. Митохондрии и пластиды также имеют рабочий белоксинтезирующий аппарат. Цитоплазматическая мужская стерильность возникает в результате определённой мутации в митохондриоме, в результате чего происходит дегенерация андроцея растения, проявляющаяся либо в дегенерации пыльников, либо в нераскрытии пыльников, либо в образовании нежизнеспособной пыльцы. Генотипы с диким типом митохондрий обозначаются N либо CytN (то есть нормальный тип цитоплазмы), генотипы с мутантным митохондриомом обозначаются как S либо CytS (то есть стерильная цитоплазма). В ядерном геноме клетки растений также имеются особые гены-восстановители фертильности (англ. restorer of fertility или Rf-гены), доминантные аллели которых полностью либо частично восстанавливают фертильность андроцея. Только генотипы, имеющие мутантный митохондриом и являющиеся рецессивными гомозиготами по Rf-генам, являются стерильными (CytSrfrf), все остальные генотипы являются фертильными.

## ЦМС у кукурузы
У кукурузы (Zea mays L.) известно несколько типов ЦМС, наиболее изученными являются т. н. Т-тип ЦМС (называемый также техасским), С-тип ЦМС (т. н. чарруа тип, также называемый парагвайским и колумбийским) и S-тип ЦМС (называемый также молдавским или М-типом ЦМС). Каждый тип ЦМС определяется своей специфичной мутацией в митохондриоме и восстанавливается своими генами-восстановителями фертильности. Так, Т-тип ЦМС обусловлен мутацией в регионе митохондриома T-urf, в результате чего митохондрии начинают производить мутантный токсический белок Urf13, который приводит в свою очередь к дегенерации клеток тапетума, что приводит к образованию мужскостерильного фенотипа кукурузы, ген Rf1, находящийся в прицентромерном регионе короткого плеча хромосомы 3, продуцирует митохондриальную альдегиддегидрогеназу mtALDH, снимающую токсический эффект химерного белка и приводящую к восстановлению фертильности. Ген Rf2, находящийся в прицентромерном регионе хромосомы 9 комплементарно взаимодействует с геном Rf1, и для восстановления фертильности у линий кукурузы с Т-типом цитоплазмы оба гена должны находиться в доминантном состоянии. S-тип ЦМС обусловлен мутацией открытых рамок считывания orf355 и orf77, образуется химерная нуклеотидная последовательность R orf355-orf77. Геном-восстановителем фертильности является Rf3, ввиду постмейотического восстановления фертильности генотипы Rf3rf3 образуют 50 % фертильной пыльцы. Было показано, что Rf3 оказывает влияние на уровни экспрессии митохондриальных и ядерных генов и оказывает плейотропное действие на уровне транскрипции. Возможным механизмом S-типа ЦМС у кукурузы является изменение уровня экспрессии генов у orf355-orf77 растений и включении механизма программируемой клеточной гибели, восстановление же фертильности обусловлено нормализацией уровня транскриптов в митохондриях и ингибировании апоптотических механизмов. Продукт экспрессии гена Rf3 изменяет уровень экспрессии химерной последовательности orf355-orf77. С-тип ЦМС обусловлен мутацией в генах АТФ-синтаз и образованием химерной АТФ-синтазы atp6-atp9 типа, С-тип ЦМС восстанавливается генами Rf4, Rf5 и Rf6.